# Silfhytteå bruk

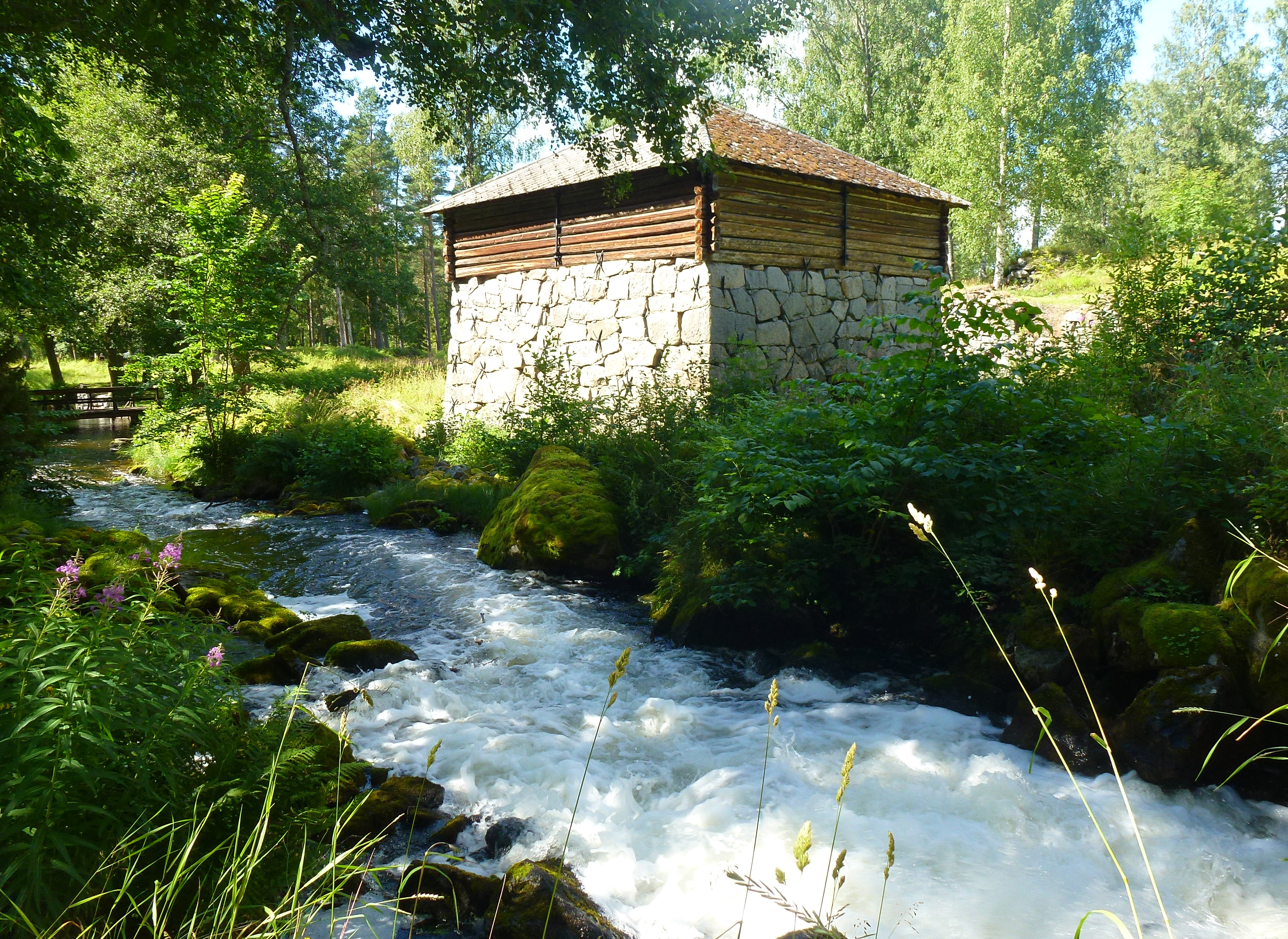
Mulltimmerhyttan vid Silfhytteå bruk.

Silfhytteå bruk är ett nedlagt järnbruk som ligger mellan sjöarna Grycken och Fullen, längs Fulle å, en knapp mil norr om Stjärnsund i Dalarnas län. Anläggningen var i drift mellan 1787 och 1875. Av ursprungligen omkring 20 byggnader är idag bara mulltimmerhyttan, rostugnen, rester av kolhuset, skolan och slussen bevarade. Silfhytteå bruk ingår som ett av 30 besöksmål i Husbyringen.

## Historik
Under en kort period på 1680-talet smältes här silvermalm. Det var Constans Colvin och Hans Guldsmed från Falun samt Peter Kroeger från Gävle som lät bygga en smältugn för silver. Då fick bruket också sitt namn, Silfverhytteå, som snart blev Silfhytteå. Silversmältningen blev ingen större framgång och avslutades snart eftersom uti berget var stark järnbinda och malmslagen kunde ej skiljas.

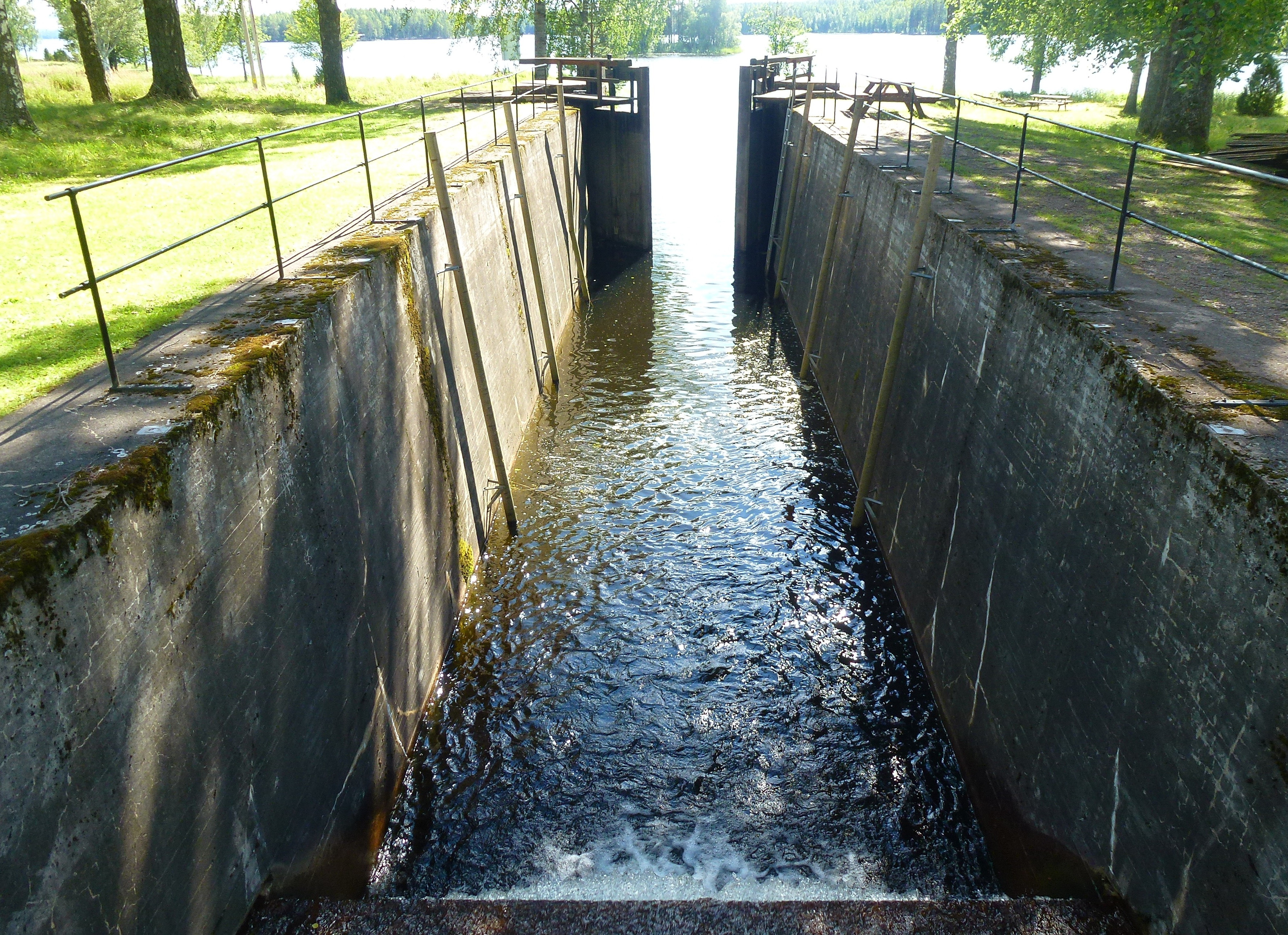
Slussen vid Silfhytteå bruk.

År 1753 anlades vid Silfhytteås vattenström ett sågverk till det nya krutbruket vid Kloster. Sågverket var i gång fram till 1896 då driften flyttades till Stjärnsund.
När hyttan i Stjärnsund (Sunds hytta) 1787 flyttades till Silfhytteå uppfördes en mulltimmerhytta. Stjärnsund kunde därmed trygga sin tackjärnsförsörjning och nyttja all vattenkraften till manufakturverket och smide. Malmen till hyttan togs från gruvorna i Bispberg och Garpenberg. Masugnen byggdes av masmästaråldermannen Dandanell vid bruket i Valla. Senare tillkom en rostugn, malmgård, kontor, klensmedja, kolhus, bostäder och skola.
År 1872 anlades en sluss för att underlätta transporterna mellan sjöarna. Pråmsläpen passerade där på sin väg upp mot Ängelsfors, där godset transporterades vidare till Borns station vid Gävle-Dala järnväg via en smalspårig bibana. Transportleden som var en del i den kombinerade sjö- och hästjärnvägsled från Långshyttan via Stjärnsund, och användes för att frakta de varor som tillverkats vid bruken längs leden. Slussarna finns kvar än idag och används av fritidsbåtar. 
År 1875 blev hyttan i Silvhytteå olönsam och samma år skedde sista blåsningen. En hammarsmedja, som lär ha uppförts 1872, kan ha varit i drift ytterligare några år. Efter nedläggningen revs de flesta byggnaderna. Idag finns dock resterna kvar av mulltimmerhyttan, rostugnen och kolhuset som 1963, genom Korsnäs AB försorg, genomgick en omfattande renovering då de var allvarligt skadade av frost och röta. Man har också försökt återställa miljön genom omfattande gallringar och siktröjningar. 
Idag är Silvhytteå en naturrastplats och ett populärt utflyktsmål. Det är en av anhalterna längs Husbyringen, vilken invigdes på denna plats i maj 1970. Här passerar också kanot-, cykel- och vandringsleden Pråmleden.

## Bilder

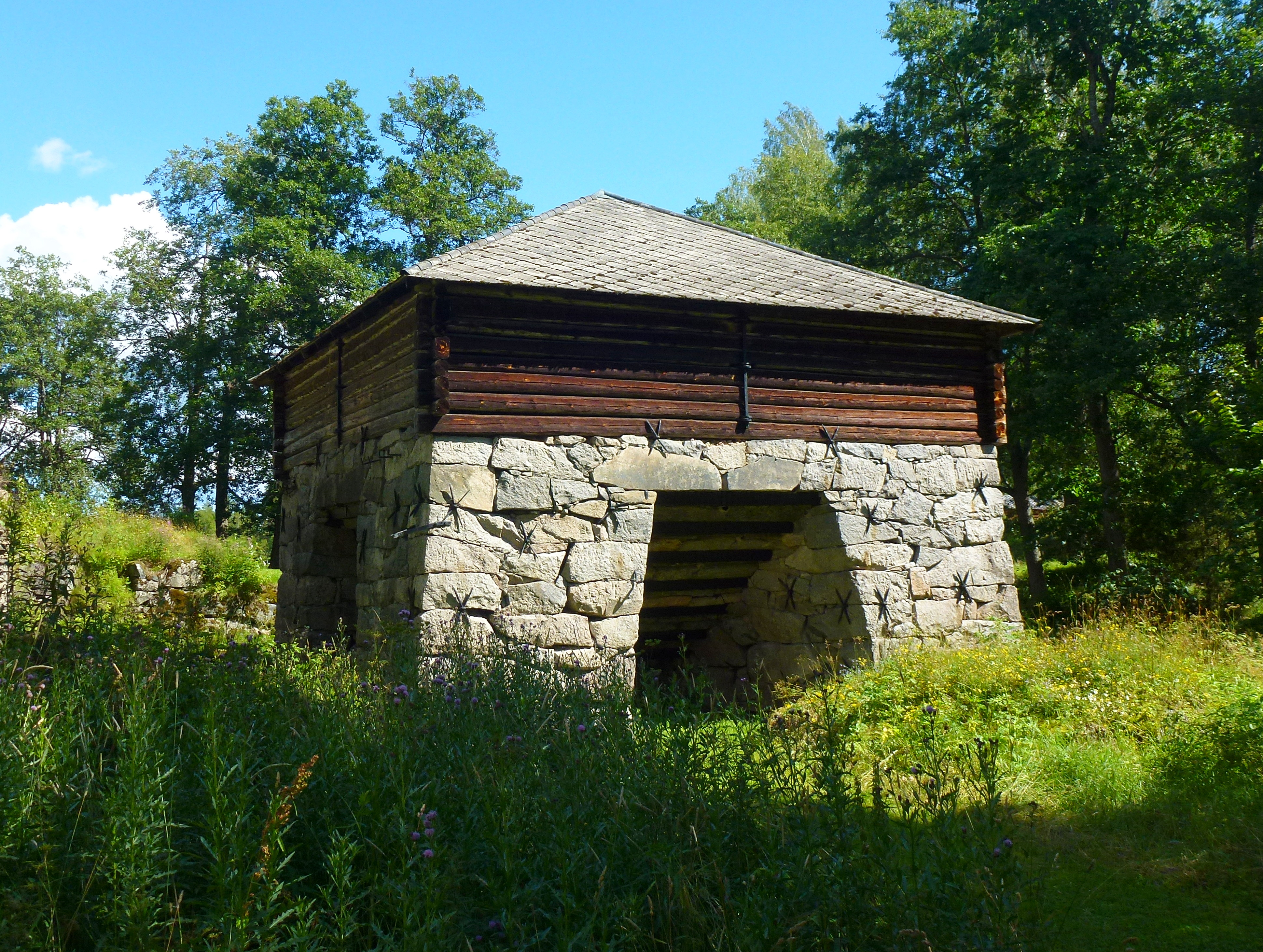
Masugnen
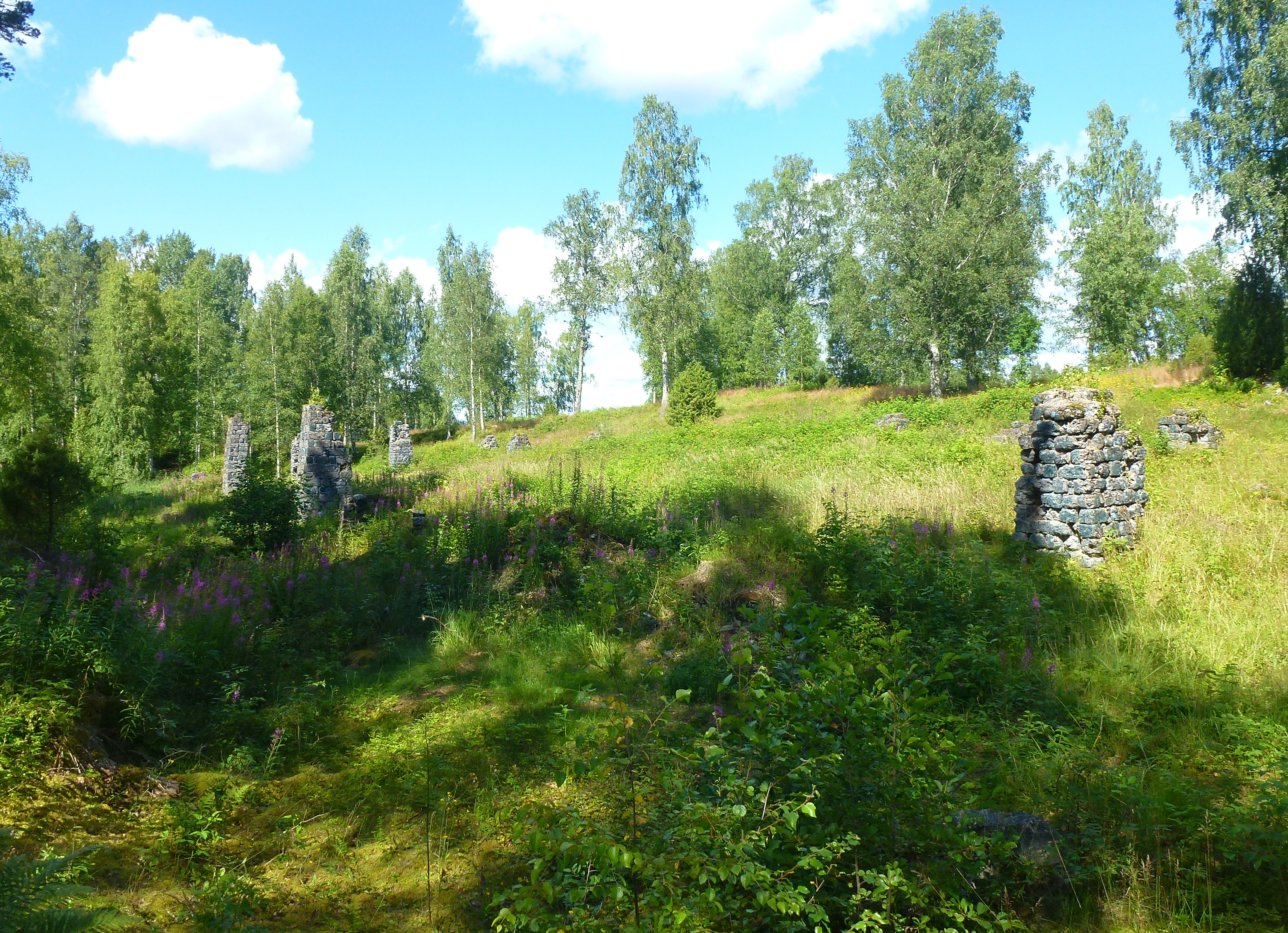
Rester av kolhuset
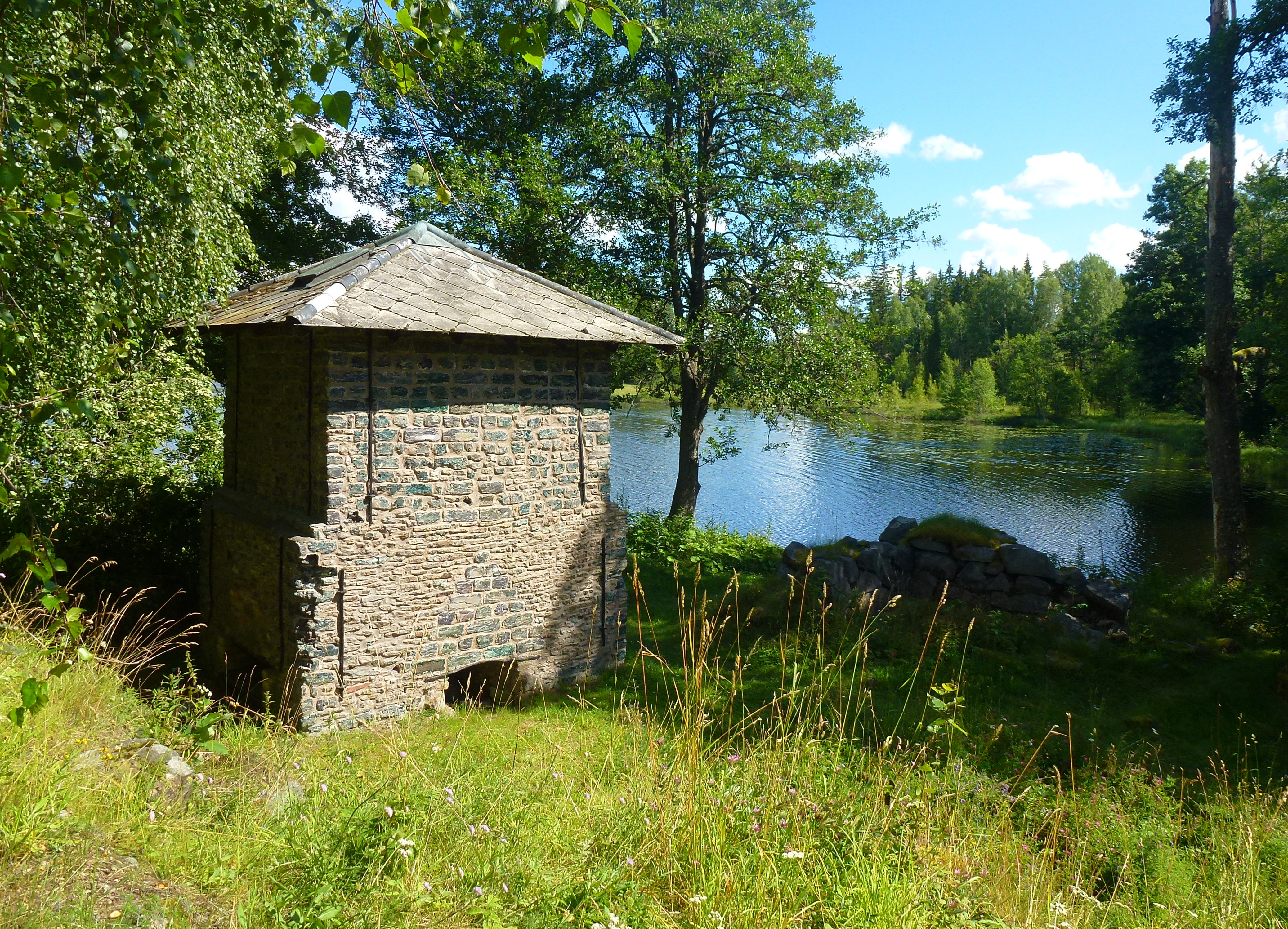
Rostugnen
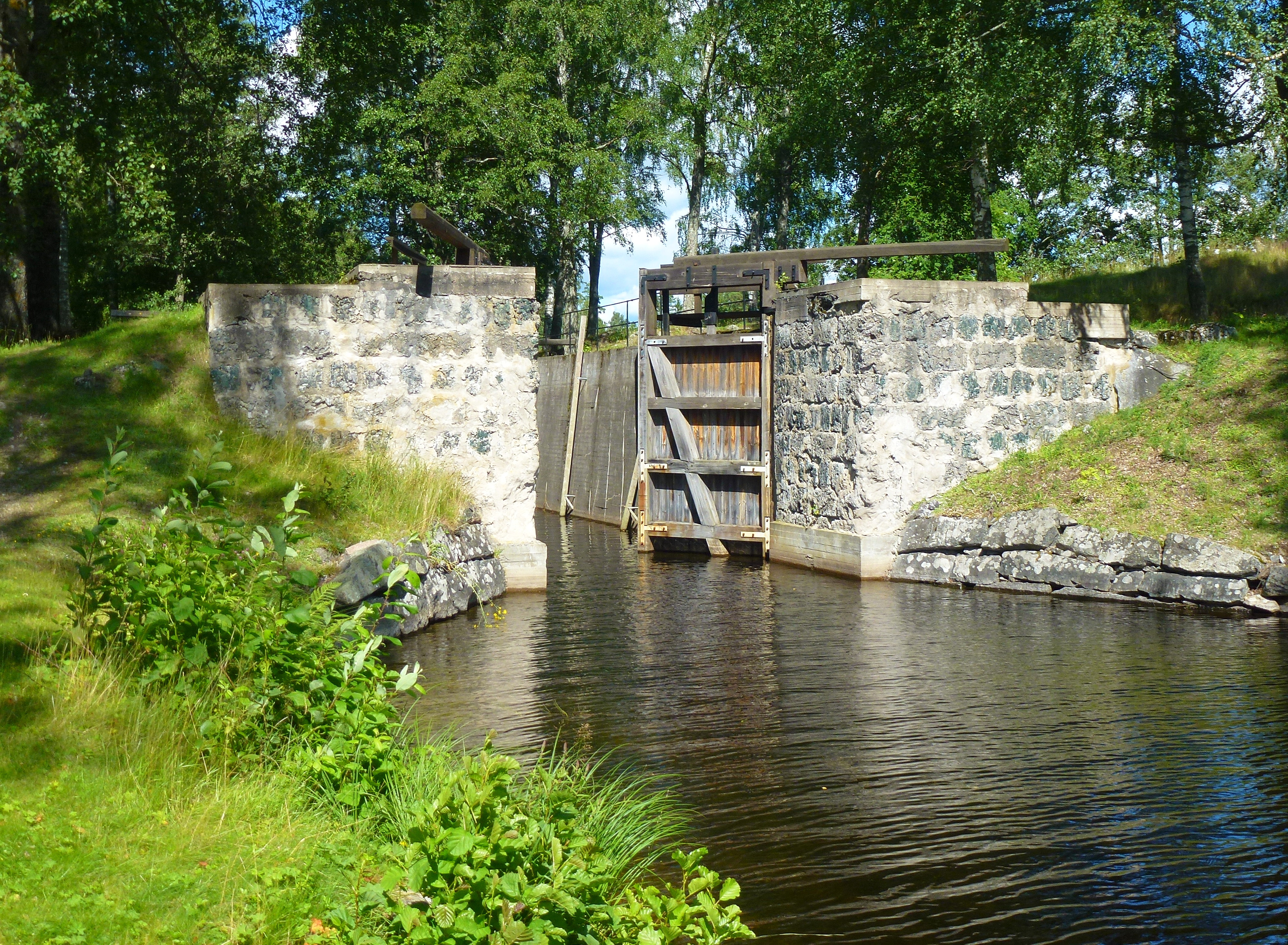
Nedre slussporten